# Grand Prix de l'Imaginaire
Il Grand Prix de l'Imaginaire è il più prestigioso riconoscimento letterario francese dedicato al genere della fantascienza e al fantastico. Ideato da Jean-Pierre Fontana nel 1974 con il nome di Grand Prix de la Science Fiction Française, dal 1992 si è aperto al fantasy e all'horror (in coincidenza con la scomparsa del Prix Apollo), assumendo l'attuale denominazione.
Dal 2000 al 2010 il premio è stato assegnato in novembre, durante le Utopiales di Nantes. Dal 2010 è attribuito in primavera, nel corso del festival Étonnants Voyageurs di Saint-Malo.

## Categorie
Ogni anno la giuria, composta da dodici specialisti di genere (scrittori, critici, giornalisti, traduttori), ricompensa un esordiente o un autore in varie categorie, che si sono aggiunte nel corso degli anni. Attualmente ci sono dodici categorie:
- Romanzo francese (dal 1974)
- Racconto francese (dal 1975)
- Premio speciale (dal 1976)
- Romanzi per la gioventù (dal 1982), suddiviso nel 2010 in
  - Romanzo francese per la gioventù
  - Romanzo straniero per la gioventù
- Saggio (dal 1989)
- Romanzo straniero (dal 1992)
- Traduzione (dal 1992), reintitolato nel 2004 Premio della traduzione Jacques Chambon
- Racconto straniero (dal 1995)
- Artista-Illustratore (dal 2000), reintitolato nel 2006Premio dell'illustrazione Wojtek Siudmak
- Premio europeo (dal 2001), interrotto nel 2010
- BD-Comics (dal 2010 al 2014)
- Manga (dal 2010 al 2014)

## Albo d'Oro

### Romanzo francese
- 1974 : Le Temps incertain di  Michel Jeury
- 1975 : L'Homme à rebours di  Philippe Curval
- 1976 : Le Livre machine di  Philip Goy
- 1977 : Les Galaxiales di  Michel Demuth
- 1978 : Delirium Circus di  Pierre Pelot
- 1979 : La Maison du cygne di  Yves et Ada Rémy
- 1980 : L'Épouvante di  Daniel Walther
- 1981 : Vue en coupe d'une ville malade di  Serge Brussolo
- 1982 : Le Silence de la cité di  Élisabeth Vonarburg
- 1983 : L'Enfant du cinquième nord di  Pierre Billon
- 1984 : Le Champ du rêveur di  Jean-Pierre Hubert
- 1985 : Mémo di  André Ruellan
- 1986 : Les Vautours di  Joël Houssin
- 1987 : Rituel du mépris, variante Moldscher di  Antoine Volodine
- 1988 : Opération serrures carnivores di  Serge Brussolo
- 1989 : Le Créateur chimérique di  Joëlle Wintrebert
- 1990 : Sukran di  Jean-Pierre Andrevon
- 1991 : Rivage des intouchables di  Francis Berthelot
- 1992 : Le Temps du twist di Joël Houssin
- 1993 : Demain, une oasis di Ayerdhal
- 1994 : Les Guerriers du silence di Pierre Bordage
- 1995 : Arago di Laurent Genefort
- 1996 : Les Racines du mal di Maurice G. Dantec
- 1997 : Inner City di Jean-Marc Ligny
- 1998 : F.A.U.S.T. di Serge Lehman
- 1999 : Les Futurs Mystères de Paris di Roland C. Wagner
- 2000 : Le Successeur de pierre di Jean-Michel Truong
- 2001 : Bouvard, Pécuchet et les savants fous di René Reouven
- 2002 : Les Ombres de Wielstadt di Pierre Pevel
- 2003 : Le Roi d'août di Michel Pagel
- 2004 : Dreamericana di Fabrice Colin
- 2005 : Transparences di Ayerdhal
- 2006 : La Horde du Contrevent di Alain Damasio
- 2007 : Le Goût de l'immortalité di Catherine Dufour
- 2008 : Bloodsilver di Wayne Barrow
- 2009 : L'Autre Rive di Georges-Olivier Châteaureynaud
- 2010 : Le Déchronologue di Stéphane Beauverger
- 2010 (Étonnants Voyageurs) : Chien du heaume di Justine Niogret
- 2011 : May le monde di Michel Jeury
- 2012 : Rêves de gloire di Roland C. Wagner
- 2013 : Du sel sous les paupières di Thomas Day
- 2014 : Anamnèse de Lady Star di L. L. Kloetzer
- 2015 : Aucun homme n'est une île di Christophe Lambert
- 2016 : Lum'en di Laurent Genefort
- 2017 : Latium (volume 1 e 2) di Romain Lucazeau
- 2018 : Toxoplasma di Sabrina Calvo (firmato David Calvo)
- 2019 : Le Cycle de Syffe (volume 1 e 2) di Patrick K. Dewdney
- 2020 : Les Furtifs di Alain Damasio
- 2021 : Le Sanctuaire di Laurine Roux
- 2022 : Vivonne di Jérôme Leroy[1]

### Romanzo straniero
- 1992: L'Heure du loup di  Robert McCammon
- 1993: La Danse du scalpel di  Garfield Reeves-Stevens
- 1994: Le Voyage de Simon Morley di  Jack Finney
- 1995: La Voie terrestre di  Robert Reed
- 1996: En remorquant Jéhovah di  James Morrow
- 1997: Le Samouraï virtuel di  Neal Stephenson
- 1998: Imajica - 1 di  Clive Barker
- 1999: Nicolas Eymerich, Inquisiteur di  Valerio Evangelisti
- 2000: Le Septième Fils di  Orson Scott Card
- 2001: Des milliards de tapis de cheveux di  Andreas Eschbach
- 2002: Les Démons du Roi-Soleil di  Gregory Keyes
- 2003: La Tour des rêves di  Jamil Nasir
- 2004: Celtika di  Robert Holdstock
- 2005: Perdido Street Station di  China Miéville
- 2006: La Séparation di  Christopher Priest
- 2007: Lignes de vie di  Graham Joyce
- 2008: Spin di  Robert Charles Wilson
- 2009: L'Enfant de cristal di  Theodore Roszak
- 2010: Roi du matin, reine du jour di  Ian McDonald
- 2010 (Étonnants Voyageurs): Dans les limbes di  Jack O'Connell
- 2011: Le Fleuve des dieux di  Ian McDonald
- 2012: The City and the City di  China Miéville
- 2013: La Fille automate di  Paolo Bacigalupi
- 2014: L'Homme qui savait la langue des serpents di  Andrus Kivirähk
- 2015: La Grande Route du Nord di  Peter F. Hamilton
- 2016: LoveStar di  Andri Snær Magnason
- 2017: Frankenstein à Bagdad di  Ahmed Saadawi
- 2018: L'Arche de Darwin di  James Morrow
- 2019: Underground Airlines di  Ben H. Winters
- 2020: Vita Nostra di  Marina Diatchenko e Sergueï Diatchenko
- 2021: Kra : Dar Duchesne dans les ruines de l'Ymr di  John Crowley
- 2022: Notre part de nuit di  Mariana Enríquez

### Racconto francese
- 1974: Réhabilitation di  Gérard Klein
- 1975: Thomas di  Dominique Douay
- 1976: Les Soleils noirs d'Arcadie di  Daniel Walther
- 1977: Retour à la terre, définitif di  Philip Goy
- 1978: Petite mort, petite amie di  Yves Frémion
- 1979: Funnyway di  Serge Brussolo
- 1980: Les Hautes plaines di  Pierre Giuliani
- 1981: La Femme-escargot allant au bout du monde di  Bruno Lecigne
- 1982: Gélatine di  Jean-Pierre Hubert
- 1983: Papa I di  Jacques Mondoloni
- 1984: Les Nageurs de sable di  Jean-Claude Dunyach
- 1985: Un fils de Prométhée ou Frankenstein dévoilé di  René Reouven
- 1986: Le Commerce des mondes di  Charles Dobzynski
- 1987: Mémoire vive, mémoire morte di  Gérard Klein
- 1988: Le di c zoonirique di  Francis Berthelot
- 1989: Étoile di  Richard Canal
- 1990: Les Chasseurs au bord de la nuit di  Colette Fayard
- 1991: Extra-muros di  Raymond Milési
- 1992: M'éveiller à nouveau près de toi, mon amour di  Alain Dorémieux
- 1993: Accident d'amour di  Wildy Petoud
- 1994: Rien que des sorcières di  Katherine Quenot
- 1995: Dans l'abîme di  Serge Lehman
- 1996: Quiconque di  Georges-Olivier Châteaureynaud
- 1997: Le Collier de Thasus di  Serge Lehman
- 1998: Déchiffrer la trame di  Jean-Claude Dunyach
- 1999: L'Amour au temps du silicium di  Jean-Jacques Nguyen
- 2000: Naufrage mode d'emploi di  Fabrice Colin
- 2001: Monsieur boum boum di  Jeanne Faivre d'Arcier
- 2002: Synesthésie di  Olivier Paquet
- 2003: À n'importe quel prix di  Claire et Robert Belmas
- 2004: Dédales virtuels di  Jean-Jacques Girardot
- 2005: Serpentine di  Mélanie Fazi
- 2006: Le Monde tous droits réservés di  Claude Ecken
- 2007: Les Yeux d'Elsa di  Sylvie Lainé
- 2008: L'Immaculée Conception di  Catherine Dufour
- 2009: La Vieille Anglaise et le Continent di  Jeanne-A Debats
- 2010: Le Diapason des mots et des misères (raccolta) di  Jérôme Noirez
- 2010 (Étonnants Voyageurs): Les Trois livres qu'Absalon Nathan n'écrira jamais di  Léo Henry
- 2011: Rempart di  Laurent Genefort
- 2012: Boire la tasse (raccolta) di  Christophe Langlois
- 2013: Une collection très di ticulière (raccolta) di  Bernard Quiriny
- 2014: Sept secondes pour devenir un aigle (raccolta) di  Thomas Day
- 2015: L'Opéra de Shaya (raccolta) di  Sylvie Lainé
- 2016: Ethfrag di  Laurent Genefort
- 2017: La Cité des lamentations di  Paul Martin Gal
- 2018: Serf-Made-Man ? ou la créativité discutable de Nolan Peskine di  Alain Damasio
- 2019: La Déferlante des mères di  Luc Dagenais
- 2020: Helstrid di  Christian Léourier
- 2021: Toxiques dans les prés di  Claude Ecken
- 2022: Plasmas di  Céline Minard

### Racconto Straniero
- 1995: L'Une rêve e  l'autre pas di  Nancy Kress
- 1996: Le Grand Amant di  Dan Simmons
- 1997: Vous voyez mais vous n'observez pas di  Robert J. Sawyer
- 1998: Calcutta, seigneur des nerfs di  Poppy Z. Brite
- 1999: La Grande œuvre du temps di  John Crowley
- 2000: Ménage en grand di  Jonathan Carroll
- 2001: Meucs di  Terry Bisson
- 2002: Retour au foyer di  Christopher Priest
- 2003: Les Nuits de Leningrad di  Graham Joyce
- 2004: Le Rhinocéros qui citait Nietzsche di  Peter S. Beagle
- 2005: Sisyphe e  l’étranger di  Paul Di Filippo
- 2006: Exo-skeleton Town di  Jeffrey Ford
- 2007: Aztechs (raccolta) di  Lucius Shepard
- 2008: Quatre chemins de di don (raccolta) di  Ursula K. Le Guin
- 2009: La Jeune détective e  autres histoires étranges (raccolta) di  Kelly Link
- 2010: Des choses fragiles (raccolta) di  Neil Gaiman
- 2010 (Étonnants Voyageurs): Océanique (raccolta) di  Greg Egan e Exhalaison di  Ted Chiang (ex æquo)
- 2011: Sous des cieux étrangers (raccolta) di  Lucius Shepard
- 2012: Ainsi naissent les fantômes (raccolta) di  Lisa Tuttle
- 2013: La Petite Déesse di  Ian McDonald
- 2014: Complications (raccolta) di  Nina Allan
- 2015: La Fille flûte e  autres fragments de futurs brisés (raccolta) di  Paolo Bacigalupi
- 2016: La Ménagerie de papier (raccolta) di  Ken Liu
- 2017: Un pont sur la brume di  Kij Johnson
- 2018: Danses aériennes (raccolta) di  Nancy Kress
- 2019: Voyage avec l’extraterrestre di  Carolyn Ives Gilman
- 2020: Les Meurtres de Molly Southbourne di Tade Thompson
- 2021: La Fabrique des lendemains di  Rich Larson
- 2022: Tous les noms qu'ils donnaient à Dieu di Anjali Sachdeva

### Romanzi per la gioventù
- 1982: La Fée et le géomètre di  Jean-Pierre Andrevon
- 1983: Le Tyran d'Axilane di  Michel Grimaud
- 1984: Le Naviluk di  Thérèse Roche
- 1985: L'Enfant qui venait de l'espace di  Robert Escarpit
- 1990: Le Pic des ténèbres di  Roger Leloup
- 1991: Temps sans frontières di  Liliane Korb
- 1992: Le Rêve de Lucy di  Yves Coppens et Pierre Pelot
- 1993: Le Fils du concierge de l'opéra di  François Coupry
- 1994: Les Chasse-marée di  Alain Grousset
- 1995: Le Voleur d'éternité di  Clive Barker
- 1996: La Falaise maudite di  Christopher Pike
- 1997: Papa, j'ai remonté le temps di  Raymond Milési
- 1998: Le Cycle du Multimonde di  Christian Grenier
- 1999: Prisonnière du tableau ! di  Gérard Moncomble
- 2000: La Fille au chien noir di  Gudule
- 2001: La Maison brisée di  Francis Berthelot
- 2002: Les Abîmes d'Autremer di  Danielle Martinigol
- 2003: Golem di  Elvire, Lorris et Marie-Aude Murail
- 2004: Cyberpan di  Fabrice Colin
- 2005: Mosa Wosa di  Nathalie Le Gendre
- 2006: Cœur d'encre di  Cornelia Funke
- 2007: La Vie suspendue di  Timothée de Fombelle et La Trilogie de Bartiméus di  Jonathan Stroud (ex aequo)
- 2008: Uglies di  Scott Westerfeld
- 2009: La Déclaration. L'Histoire d'Anna di  Gemma Malley
- 2010: Le Clairvoyage et La Brume des jours di  Anne Fakhouri

### Romanzo francese per la gioventù
- 2010 (Étonnants Voyageurs): Été mutant (le Cas Jack Spark - 1) di  Victor Dixen
- 2011: La Douane volante di FrançoisPlace
- 2012: La Route des magiciens di Frédéric Petitjean
- 2013: Magies secrètes di  Hervé Jubert
- 2014: La Malédiction de Boucle d'or (Animale - 1) di  Victor Dixen
- 2015: La Seconde Vie de d'Artagnan di  Jean-Luc Marcastel
- 2016: La Passe-Miroir (volume 1 e 2) di  Christelle Dabos
- 2017: Scorpi (volume 1 2 3) di  Roxane Dambre
- 2018: Sang maudit di  Ange
- 2019: Roslend (volume 1 2 3) di  Nathalie Somers
- 2020: L'Arrache-mots di  Judith Bouilloc
- 2021: Steam Sailors (volume 1 e 2) di  E. S. Green
- 2022: Prospérine Virgule-Point et la Phrase sans fin di  Laure Dargelos

### Romanzo straniero per la Gioventù
- 2010 (Étonnants Voyageurs): Le Livre des choses perdues di  John Connolly
- 2011: La Confrérie de l'horloge di  Arthur Slade
- 2012: Delirium e  Le Dernier Jour de ma vie di  Lauren Oliver
- 2013: Sous le signe du scorpion di  Maggie Stiefvater
- 2014: Une Planète dans la tête di  Sally Gardner
- 2015: Miss Peregrine e  les Enfants di ticuliers (volumi 1 e  2) di  Ransom Riggs
- 2016: Stone Rider di  David Hofmeyr
- 2017: La Fille qui navigua autour de Féérie dans un bateau construit de ses propres mains e La Fille qui tomba sous Féérie e  y mena les festoiements di  Catherynne M. Valente
- 2018: Les Cartographes di  S. E. Grove
- 2019: Diego et les Rangers du Vastlantique di  Armand Baltazar
- 2020: La Faucheuse (Volume 1 2 3) di  Neal Shusterman
- 2021: La belle sauvage e Il regno segreto di  Philip Pullman
- 2022: Les Guerriers orphelins di  Gillian Rubinstein

### Premio per la traduzioneJacques Chambon
- 1992: Pierre Berthon per La Face des eaux di  Robert Silverberg
- 1993: Dominique Haas per Les Livres magiques de Xanth di  Piers Anthony
- 1994: Hélène Collon per L'Homme des jeux di  Iain Banks
- 1995: Jean-Daniel Brèque per Âmes perdues di  Poppy Z. Brite
- 1996: Simone Hilling per La Chute des fils di  Anne McCaffrey
- 1997: Guy Abadia per Endymion di  Dan Simmons
- 1998: Patrick Couton per Les Annales du Disque-Monde di  Terry Pratchett
- 1999: Nathalie Serval per L'Enfant arc-en-ciel di  Jonathan Carroll
- 2000: Michel Pagel per La Paix éternelle et L'Intercepteur de cauchemars di  Graham Joyce
- 2001: Jean-Pierre Pugi per Jack Faust di  Michael Swanwick
- 2002: Claire Duval per Jésus Vidéo di  Andreas Eschbach
- 2003: Pierre-Paul Durastanti per L'I.A. et son double di  Scott Westerfeld
- 2004: Brigitte Mariot per Le Rhinocéros qui citait Nietzsche di  Peter S. Beagle
- 2005: Nathalie Mège per Perdido street station di  China Miéville
- 2006: Patrick Marcel per Le livre des cendres di  Mary Gentle
- 2007: Mélanie Fazi per Lignes de vie di  Graham Joyce
- 2008: Jean-Daniel Brèque per Le Quatuor de Jérusalem di  Edward Whittemore
- 2009: Michèle Charrier per La Jeune détective et autres histoires étranges di  Kelly Link
- 2010: Gilles Goullet per Vision aveugle di  Peter Watts
- 2010 (Étonnant Voyageurs): Sylvie Miller per Interférences di  Yoss
- 2011: Nathalie Mège per Le Don di  Patrick O'Leary
- 2012: Patrick Dusoulier per Les Enfers virtuels di  Iain M. Banks e La Route de Haut-Safran di Jasper Fforde
- 2013: Sara Doke per La Fille automate di  Paolo Bacigalupi
- 2014: Bernard Sigaud per Complications (raccolta) di  Nina Allan
- 2015: Marie Surgers per Intrabasses di  Jeff Noon
- 2016: Jacques Barbéri per L’Évangile selon Eymerich di  Valerio Evangelisti
- 2017: Patrick Marcel per Les Chroniques du Radch (tomes 1 à 3) di  Ann Leckie
- 2018: Jean-Daniel Brèque per Certains ont disparu et d'autres sont tombés di  Joel Lane, La Bibliothèque de Mount Char di  Scott Hawkins e Apex di  Ramez Naam
- 2019: Jacques Collin per Anathem (Volume 1 2 3) di  Neal Stephenson
- 2020: Michelle Charrier per Trop semblable à l'éclair di  Ada Palmer
- 2021: Jean-François Le Ruyet per Djinn City di  Saad Z Hossain
- 2022: Mathilde Montier per Les Tambours du dieu noir e Ring Shout : Cantique rituel di  P. Djèlí Clark

### Premio per le illustrazioniWojtek Siudmak
- 2000: Philippe Jozelon per le copertine della collection Bibliothèque du Fantastique, éditions du Fleuve Noir
- 2001: Manchu per l'insieme delle copertine pubblicate durante l'anno
- 2002: Benjamin Carré
- 2003: Didier Graffet per le illustrazioni di 20 000 lieues sous les mers di Jules Verne, éditions Gründ
- 2004: Sandrine Gestin per Dragonne di Didier Quesne
- 2005: Philippe Lefèvre-Vakana
- 2006: Guillaume Sorel per Le Livre de Cendres de Mary Gentle e Les Tisserands de Saramir
- 2007: Eikasia
- 2008: Benjamin Carré per Les Mensonges de Locke Lamora
- 2009: Jean-Baptiste Monge per Comptines assassines
- 2010: Beb Deum per FaceBox
- 2010 (Étonnants Voyageurs): Alain Brion per Elantris de Brandon Sanderson
- 2011: Aleksi Briclot per Worlds & Wonders
- 2012: Joey Hi-Fi per Zoo City di Lauren Beukes
- 2013: Shaun Tan per La Chose perdue e L'Oiseau roi et autres dessins
- 2014: Didier Graffet per Steampunk - De vapeur et d'acier con Xavier Mauméjean
- 2015: Aurélien Police per l'insieme delle sue copertine nel 2014, in particolare per L’Éducation de Stony Mayhall di Daryl Gregory et Notre île sombre di  Christopher Priest
- 2016: Laurent Gapaillard per La Passe-Miroir, vol. 1 e 2 di Christelle Dabos
- 2017: Laura Vicédo, Marion Aureille e Philippe Aureille per BOXing dolls di Pierre Bordage
- 2018: Daniel Egneus per American Gods e Le Monarque de la vallée di Neil Gaiman
- 2019: Nicolas Fructus per La Quête onirique de Vellitt Boe di Kij Johnson
- 2020: Philippe Aureille per Les Îles noires di Sylvie Lainé
- 2021: Vaderetro per Steam Sailors vol. 1 e 2 di E. S. Green
- 2022: Elena Vieillard per Citadins de demain di Claire Duvivier e Le Sang de la Cité di Guillaume Chamanadjian

### Concorso Disegnatori/Comics(2010-2014)
- 2010 (Étonnants Voyageurs): Black Summer di  Warren Ellis e Juan Jose Ryp
- 2011: La Brigade chimérique di  Fabrice Colin, Serge Lehman, Stéphane Gess e Céline Bessonneau
- 2012: Fraternity (voll. 1 e 2) di  Juan Díaz Canales e José Luis Munuera
- 2013: Les Contes de l'ère du Cobra (voll. 1 et 2) di  Enrique Fernández
- 2014: Souvenirs de l'empire de l'atome di  Alexandre Clérisse e Thierry Smolderen

### Manga(2010-2014)
- 2010 (Étonnants Voyageurs): Ikigami di  Motorō Mase
- 2011: L'Île Panorama di  Suehiro Maruo
- 2012: Soil (voll 1-6) di  Atsushi Kaneko
- 2013: Billy Bat (voll. 1-5) di  Takashi Nagasaki e Naoki Urasawa
- 2014: The Arms Peddler (voll. 1-6) di Kyōichi Nanatsuki e Night Owl

### Saggistica
- 1989: Guy Lardreau, Fictions philosophiques e  science-fiction
- 1989: Norbert Spehner, Écrits sur la science-fiction
- 1990: Jean-Jacques Lecercle, Frankenstein: mythe e  philosophie
- 1991: Alain Carrazé e  Hélène Oswald, Le Prisonnier, chef-d'œuvre télévisionnaire
- 1992: Jean-Claude Alizet, L'Année 1989 du polar, de la SF, du fantastique e  de l'espionnage
- 1993: Francis Lacassin, Mythologie du fantastique
- 1994: Joël Malrieu, Le Fantastique
- 1995: Francis Berthelot, La Métamorphose généralisée
- 1996: Lawrence Sutin, Invasions divines: Philip K. Dick, une vie
- 1997: Stephen King, Anatomie de l'horreur - 2
- 1998: Denis Mellier, Otrante n°9 (spécial fantastique e  politique)
- 1999: Joseph Altairac, H.G. Wells, di cours d'une œuvre
- 2000: Jean-Bruno Renard, Rumeurs e  légendes urbaines
- 2001: Denis Mellier, La Littérature fantastique e  L'Écriture de l'excès - Fiction fantastique e  poétique de la terreur
- 2002: Renan Pollès, La Momie de Kheops à Hollywood
- 2003: Michèle Riot-Sarcey, Thomas Bouchet e  Antoine Picon, Le Dictionnaire des utopies
- 2004: Jean Marigny, Les Vampires du XX Siècle
- 2005: Eric Henriet, L’histoire revisitée
- 2006: Marie-Louise Ténèze, Les contes merveilleux français
- 2007: François Rouiller, 100 mots pour voyager en science-fiction
- 2008: Jean-Jacques Barloy, Bernard Heuvelmans, un rebelle de la science
- 2009: Ugo Bellagamba e  Eric Picholle, Solutions non satisfaisantes, une anatomie de Robert A. Heinlein
- 2010: Fabrice Tortey, Echos de Cimmérie. Hommage à Robert Ervin Howard
- 2010 (Étonnants Voyageurs): Jacques Baudou, L'Encyclopédie de la Fantasy
- 2011: Arnaud Huftier, Jean Ray, l'alchimie du mystère
- 2012: Nos Années Strange - 1970/1996 di  Sébastien Carletti e Jean-Marc Lainé e Super-héros! La puissance des masques di  Jean-Marc Lainé (ex aequo)
- 2013: Ces français qui ont écrit demain di  Natacha Vas-Deyres
- 2014: Souvenirs du futur. Les Miroirs de la Maison d'Ailleurs di  Marc Atallah, Frédéric Jaccaud e Francis Valéry
- 2015: Super-héros, une histoire française di  Xavier Fournier
- 2016: Effets spéciaux: deux siècles d’histoires di  Pascal Pinteau
- 2017: Du yéti au calmar géant. Le Bestiaire énigmatique de la cryptozoologie di  Benoît Grison
- 2018: Étoiles rouges. La littérature de science-fiction soviétique di  Viktoriya Lajoye e Patrice Lajoye
- 2019: Libère-toi cyborg ! Le Pouvoir transformateur de la science-fiction féministe di  Anne Larue
- 2020: Lovecraft : Je suis Providence di  S. T. Joshi
- 2021: Kaiju, envahisseurs & apocalypse. L'Âge d'or de la science-fiction japonaise di  Fabien Mauro
- 2022: La Pulpe et la Moëlle (prefazione) di  Serge Lehman (in Maîtres du vertige)

### Premio speciale
- 1976: Philippe Druillet, Urm le fou
- 1977: Yves Dermèze per l'insieme della sua opera
- 1979: Wojtek Siudmak, L'Univers hyperréaliste fantastique de Wotjek Siudmak
- 1980: Moebius, Major fatal
- 1980: Louis-Vincent Thomas, Civilisations et divagations
- 1981: Claude Eckerman, Alain Grousset e Dominique Martel Fantascienza (n° 2-3)
- 1982: Marcel Thaon, Essai psychanalytique sur la création littéraire - Processus et fonction de l'écriture chez un auteur de Science-fiction: Philip K. Dick
- 1983: Marc Caro e Jean-Pierre Jeunet, Le Bunker de la dernière rafale
- 1984: Henri Delmas e Alain Julian, Le Rayon SF
- 1985: Gérard Cordesse, La Nouvelle science-fiction américaine
- 1987: Emmanuel Carrère, Le Détroit de Behring
- 1988: Georges-Olivier Châteaureynaud, Le Combat d'Odiri
- 1989: Dominique Douay, Les Voyages ordinaires d'un amateur de tableaux
- 1990: Philippe Curval per la sua opera di antologista e di scopritore di talenti
- 1991: Jean-Pierre Nicollet per l'insieme della sua opera
- 1992: Ellen Herzfeld, Gérard Klein e Dominique Martel, La Grande anthologie de la science-fiction française
- 1993: Éditions de l'Atalante per la qualità e l'originalità delle loro produzioni
- 1994: Hélène Collon, Regards sur Philip K. Dick, le Kaledickoscope
- 1995: Dona Sussan, Les Nourritures extraterrestres
- 1996: la Revue CyberDreams
- 1997: la Revue Mad Movies
- 1998: Henri Lœvenbruck, Ozone
- 1999: Xavier Legrand Ferronnière, Le Visage vert
- 2000: Stéphanie Nicot, Galaxies
- 2001: Pierre Pelot, Sous le vent du monde
- 2002: la Revue Ténèbres, numéro speciale Stephen King
- 2003: Robert Holdstock, La Forêt des mythagos
- 2004: la raccolta Terra Incognita
- 2005: il sito web dell'associazione nooSFere
- 2006: Le Troisième Œil. La Photographie et l'Occulte
- 2007: l'antologia periodica Fiction (Les Moutons électriques)
- 2008: David Delrieux, per il telefilm Des Fleurs per Algernon
- 2009: le éditions du Le Bélial' per gli inediti di Poul Anderson e Le Grand livre de Mars di Leigh Brackett
- 2010: Le Lac aux Vélies di Nosfell e Ludovic Debeurme
- 2010 (Étonnants Voyageurs): Jean-Marc Lofficier e Brian Stableford per la loro opera di promozione e di traduzione della SF francese presso Black Coat Press
- 2011: Poètes de l'Imaginaire (antologia) di Sylvain Fontaine
- 2012: éditions José Corti, per più di 70 anni al servizio dell'Immaginario
- 2013: éditions Ad Astra, per la pubblicazione dell'intégrale del Cycle de Lanmeur (2 volumi) de Christian Léourier e l'etichetta Délirium, per la pubblicazione delle antologie Creepy et Eerie
- 2014: l'edizione simultanea di L'Intégrale Stefan Wul presso Bragelonne e degli Universi di Stefan Wul presso Ankama, adattamenti in BD di romanzi D. Cassegrain, M. Hawthorne, D. Lapiere, J.-D. Morvan, M. Reynes, O. Vatine, Yann...
- 2015: Richard Comballot per la sua opera di memoria dell'imaginario, tra cui la sua raccolta d'interviste Clameurs
- 2016: Natacha Vas-Deyres e Richard Comballot per les Carnets chronolytiques di Michel Jeury
- 2017: Hélène Collon e Nouveaux Millénaires per la pubblicazione di L'Exégèse de Philip K. Dick
- 2018: Ellen Herzfeld e Dominique Martel per la loro opera al servizio della science-fiction oltre trentennale di cui il sito internet Quarante-Deux e le raccolte della collezione Quarante-Deux, éditions du Bélial
- 2019: Guy Costes e Joseph Altairac per il loro lavoro di studiosi per oltre 40 anni, materializzato nella loro monumentale opera Retrofictions
- 2020: Biblioteca nazionale di Francia per l'esposizione "Tolkien, Voyage en Terre du Milieu"
- 2021: Jacques Abeille per Le Cycle des contrées
- 2022: Alain Sprauel per il suo meticoloso e instancabile lavoro di bibliografo dell'Immaginario, e in particolare per la bibliografia di Stephen King del 2021

### Premio Europeo
- 2001: Piergiorgio Nicolazzini
- 2002: Patrick Gyger
- 2003: Sylvie Miller
- 2004: Edizioni L'Atalante
- 2005: Andreas Eschbach
- 2006: Vittorio Curtoni per la rivista italiana Robot
- 2007: Brian Aldiss per la sua opera di una vita di promozione della science-fiction europea.
- 2008: Michel Meurger per le passerelle che crea sua opera in Francia, Germania e Inghilterra.
- 2009: Corinne Fournier Kiss pour La Ville européenne dans la littérature fantastique du tournant du siècle (1860-1915)
- 2010: La Maison d'Ailleurs Yverdon, Svizzera